# Campionati europei juniores di atletica leggera 1999
Il XV Campionato europeo juniores di atletica leggera si è disputato a Riga, in Lettonia, dal 5 all'8 agosto 1999.

## Risultati
I risultati del campionato sono stati:

### Uomini
| Specialità             | Oro                                                                 | Prestazione | Argento                                                                       | Prestazione | Bronzo                                                             | Prestazione |
| Corse piane            |                                                                     |             |                                                                               |             |                                                                    |             |
| 100 metri              | Fabrice Calligny Francia                                            | 10"19       | Mark Lewis-Francis Regno Unito                                                | 10"37       | Kostyantyn Vasyukov Ucraina                                        | 10"41       |
| 200 metri              | Alessandro Cavallaro Italia                                         | 20"46       | Tim Benjamin Regno Unito                                                      | 20"60       | Chris Lambert Regno Unito                                          | 20"67       |
| 400 metri              | Ruwen Faller Germania                                               | 46"38       | Filip Walotka Polonia                                                         | 46"42       | Georgios Doupis Grecia                                             | 47"03       |
| 800 metri              | Yuriy Borzakovskiy Russia                                           | 1'50"38     | Nick Andrews Regno Unito                                                      | 1'50"92     | Bram Som Paesi Bassi                                               | 1'50"96     |
| 1.500 metri            | Franek Haschke Germania                                             | 3'44"17     | Bert Leenaerts Belgio                                                         | 3'44"47     | Stefan Beumer Paesi Bassi                                          | 3'45"13     |
| 5.000 metri            | Wolfram Muller Germania                                             | 14'05"98    | Radu Stroia Romania                                                           | 14'11"05    | Mattia Maccagnan Italia                                            | 14'12"51    |
| 10.000 metri           | Hans Janssens Belgio                                                | 29'49"59    | Radu Stroia Romania                                                           | 29'55"18    | Oliver Bodor Ungheria                                              | 30'00"91    |
| Corse a ostacoli       |                                                                     |             |                                                                               |             |                                                                    |             |
| 3000 metri siepi       | Jakub Czaja Polonia                                                 | 8'41"91     | Vadim Slobodenyuk Ucraina                                                     | 8'44"48     | Kevin Paulsen Francia                                              | 8'45"69     |
| 110 metri ostacoli     | Felipe Vivancos Spagna                                              | 13"92       | Thomas Blaschek Germania                                                      | 13"93       | Mark Brandon Regno Unito                                           | 13"99       |
| 400 metri ostacoli     | Dmitriy Zhukov Russia                                               | 51"46       | Richard Mcdonald Regno Unito                                                  | 51"62       | Luca Bortolaso Italia                                              | 51"80       |
| Staffette              |                                                                     |             |                                                                               |             |                                                                    |             |
| Staffetta 4x100 m      | Francia Damien Degroote Fabrice Calligny Julien Arame Leslie Djhone | 39"49       | Polonia Mariusz Latkowski Łukasz Chyła Marcin Jędrusiński Przemysław Rogowski | 39"67       | Italia Simone Mare Pantaleo Spina Marco Cuneo Alessandro Cavallaro | 39"78       |
| Staffetta 4x400 m      | Germania Stefan Giessler Benjamin Mielke Ralf Riester Ruwen Faller  | 3'07"42     | Polonia Tomasz Smolarczyk Bartosz Ozdarski Rafał Wieruszewski Filip Walotka   | 3'08"15     | Regno Unito Ian Lowthian Chris Bennett Adam Buckley Kris Stewart   | 3'08"97     |
| Corse su strada        |                                                                     |             |                                                                               |             |                                                                    |             |
| 10 km marcia           | Maris Putenis Lettonia                                              | 40'27"37    | Vladimir Potemin Russia                                                       | 40'28"46    | José Dominguez Spagna                                              | 40'34"82    |
| Salti                  |                                                                     |             |                                                                               |             |                                                                    |             |
| Salto in alto          | Christian Olsson Svezia                                             | 2,21 m      | Gregory Gabella Francia                                                       | 2,19 m      | Yaroslav Rybakov Russia                                            | 2,16 m      |
| Salto con l'asta       | Sébastien Homo Francia                                              | 5,35 m      | Fabrice Fortin Francia                                                        | 5,35 m      | Thilo Kraus Germania                                               | 5,20 m      |
| Salto in lungo         | Leslie Djhone Francia                                               | 7,88 m      | Krasimir Argirov Bulgaria                                                     | 7,74 m      | Tomasz Mateusiak Polonia                                           | 7,60 m      |
| Salto triplo           | Tosin Oke Regno Unito                                               | 16,57 m     | Christian Olsson Svezia                                                       | 16,18 m     | Marian Oprea Romania                                               | 15,98 m     |
| Lanci                  |                                                                     |             |                                                                               |             |                                                                    |             |
| Getto del peso         | Rutger Smith Paesi Bassi                                            | 18,27 m     | Tomasz Chrzanowski Polonia                                                    | 18,19 m     | Teijo Koopikka Finlandia                                           | 18,01 m     |
| Lancio del disco       | Rutger Smith Paesi Bassi                                            | 52,89 m     | Pavel Lyzhin Bielorussia                                                      | 52,15 m     | Heinrich Seitz Germania                                            | 50,76 m     |
| Lancio del martello    | Olli-Pekka Karjalainen Finlandia                                    | 75,80 m     | Wojciech Kondratowicz Polonia                                                 | 74,12 m     | Markus Esser Germania                                              | 66,68 m     |
| Lancio del giavellotto | Tomas Intas Lituania                                                | 77,88 m     | David Parker Regno Unito                                                      | 77,26 m     | Tim Werner Germania                                                | 76,31 m     |
| Prove multiple         |                                                                     |             |                                                                               |             |                                                                    |             |
| Decathlon              | Aki Heikkinen Finlandia                                             | 7881 p.     | Jaakko Ojaniemi Finlandia                                                     | 7763 p.     | Roland Schwarzl Austria                                            | 7447 p.     |

### Donne
| Specialità             | Oro                                                                        | Prestazione | Argento                                                                | Prestazione | Bronzo                                                                    | Prestazione |
| Corse piane            |                                                                            |             |                                                                        |             |                                                                           |             |
| 100 metri              | Sina Schielke Germania                                                     | 11"39       | Johanna Manninen Finlandia                                             | 11"47       | Adrianna Lamalle Francia                                                  | 11"51       |
| 200 metri              | Sina Schielke Germania                                                     | 23"08       | Johanna Manninen Finlandia                                             | 23"26       | Ciara Sheehy Irlanda                                                      | 23"49       |
| 400 metri              | Olesya Zykina Russia                                                       | 52"00       | Natalya Lavshuk Russia                                                 | 53"44       | Justyna Karolkiewicz Polonia                                              | 53"78       |
| 800 metri              | Irîna Latva Lettonia                                                       | 2'03"45     | Yuliya Gurtovenko Ucraina                                              | 2'03"81     | Sibel Özyurt Turchia                                                      | 2'03"82     |
| 1.500 metri            | Sibel Özyurt Turchia                                                       | 4'15"62     | Natalya Sidorenko Russia                                               | 4'15"91     | Yekaterina Noskova Russia                                                 | 4'16"56     |
| 3.000 metri            | Olga Roseyeva Russia                                                       | 9'07"79     | Tezeta Sürekli Turchia                                                 | 9'08"09     | Sonja Stolić Jugoslavia                                                   | 9'10"01     |
| 5.000 metri            | Tezeta Sürekli Turchia                                                     | 16'01"32    | Elvan Can Turchia                                                      | 16'06"40    | Yelena Tolstygina Bielorussia                                             | 16'17"04    |
| Corse a ostacoli       |                                                                            |             |                                                                        |             |                                                                           |             |
| 100 metri ostacoli     | Reïna-Flor Okori Francia                                                   | 13"16       | Fanny Gérance Francia                                                  | 13"27       | Manuela Bosco Finlandia                                                   | 13"34       |
| 400 metri ostacoli     | Alena Rücklová Rep. Ceca                                                   | 58"55       | Benedetta Ceccarelli Italia                                            | 59"10       | Nicola Sanders Regno Unito                                                | 59"21       |
| Staffette              |                                                                            |             |                                                                        |             |                                                                           |             |
| Staffetta 4x100 m      | Germania Mirjam Wallner Sina Schielke Kerstin Grötzinger Annegret Dietrich | 44"04       | Finlandia Manuela Bosco Katja Salivaara Johanna Manninen Heidi Hannula | 44"40       | Francia Fanny Gérance Adriana Lamalle Gwladys Belliard Nadia Raymond      | 44"69       |
| Staffetta 4x400 m      | Russia Yana Vetcherkevitch Olga Golendukhina Natalya Lavshuk Olesya Zykina | 3'34"06     | Germania Claudia Hempel Daniela Mark Claudia Hoffmann Karoline Hagen   | 3'34"84     | Polonia Justyna Karolkiewicz Aneta Lemiesz Ilona Szymerska Żaneta Tomczyk | 3'35"24     |
| Corse a ostacoli       |                                                                            |             |                                                                        |             |                                                                           |             |
| 5 km marcia            | Larisa Safronova Russia                                                    | 21'40"77    | Daniela Cârlan Romania                                                 | 21'46"15    | Ryta Turava Bielorussia                                                   | 21'48"11    |
| Salti                  |                                                                            |             |                                                                        |             |                                                                           |             |
| Salto in alto          | Viktoriya Slivka Russia                                                    | 1,90 m      | Christelle Preau Francia                                               | 1,88 m      | Marina Kuptsova Russia                                                    | 1,88 m      |
| Salto con l'asta       | Yvonne Buschbaum Germania                                                  | 4,25 m      | Annika Becker Germania                                                 | 4,20 m      | Amandine Homo Francia                                                     | 4,15 m      |
| Salto in lungo         | Maria Chiara Baccini Italia                                                | 6,39 m      | Concepción Montaner Spagna                                             | 6,39 m      | Silvia Favre Italia                                                       | 6,25 m      |
| Salto triplo           | Mariana Bogatie Romania                                                    | 13,57 m     | Mariana Solomon Romania                                                | 13,39 m     | Anna Pyatykh Russia                                                       | 13,36 m     |
| Lanci                  |                                                                            |             |                                                                        |             |                                                                           |             |
| Getto del peso         | Nadzeya Astapchuk Bielorussia                                              | 18,20 m     | Oksana Gromova Russia                                                  | 16,31 m     | Bianca Grosser Germania                                                   | 16,24 m     |
| Lancio del disco       | Wioletta Potępa Polonia                                                    | 53,93 m     | Adina Mocanu Romania                                                   | 53,89 m     | Ilona Rutjes Paesi Bassi                                                  | 53,19 m     |
| Lancio del martello    | Bianca Achilles Germania                                                   | 66,81 m     | Sini Pöyry Finlandia                                                   | 63,60 m     | Merja Korpela Finlandia                                                   | 59,51 m     |
| Lancio del giavellotto | Nikolett Szabó Ungheria                                                    | 61,52 m     | Carolin Soboll Germania                                                | 56,86 m     | Xénia Frajka Ungheria                                                     | 54,29 m     |
| Prove multiple         |                                                                            |             |                                                                        |             |                                                                           |             |
| Eptathlon              | Maren Freisen Germania                                                     | 5909 p.     | Michaela Hejnová Rep. Ceca                                             | 5786 p.     | Antónia Schulze-Borges Germania                                           | 5543 p.     |

## Medagliere
Legenda
     Paese ospitante
| Posizione | Paese       | Oro | Argento | Bronzo | Totale |
| --------- | ----------- | --- | ------- | ------ | ------ |
| 1         | Germania    | 10  | 3       | 7      | 20     |
| 2         | Russia      | 7   | 4       | 4      | 15     |
| 3         | Francia     | 5   | 4       | 4      | 13     |
| 4         | Finlandia   | 2   | 5       | 3      | 10     |
| 4         | Regno Unito | 2   | 5       | 3      | 10     |
| 4         | Polonia     | 2   | 5       | 3      | 10     |
| 7         | Turchia     | 2   | 2       | 1      | 5      |
| 8         | Italia      | 2   | 1       | 4      | 7      |
| 9         | Paesi Bassi | 2   | 0       | 3      | 5      |
| 10        | Lettonia    | 2   | 0       | 0      | 2      |
| 11        | Romania     | 1   | 5       | 1      | 7      |
| 12        | Bielorussia | 1   | 1       | 2      | 4      |
| 13        | Spagna      | 1   | 1       | 1      | 3      |
| 14        | Belgio      | 1   | 1       | 0      | 2      |
| 14        | Rep. Ceca   | 1   | 1       | 0      | 2      |
| 14        | Svezia      | 1   | 1       | 0      | 2      |
| 17        | Ungheria    | 1   | 0       | 2      | 3      |
| 18        | Lituania    | 1   | 0       | 0      | 1      |
| 19        | Ucraina     | 0   | 2       | 1      | 3      |
| 20        | Bulgaria    | 0   | 1       | 0      | 1      |
| 21        | Austria     | 0   | 0       | 1      | 1      |
| 21        | Grecia      | 0   | 0       | 1      | 1      |
| 21        | Irlanda     | 0   | 0       | 1      | 1      |
| 21        | Jugoslavia  | 0   | 0       | 1      | 1      |
| Totale    | Totale      | 44  | 42      | 43     | 129    |